# 415 Палатія
415 Палатія (415 Palatia) — астероїд головного поясу, відкритий 7 лютого 1896 року Максом Вольфом у Гейдельберзі.